# Municipio de Big Bend (Kansas)
El municipio de Big Bend (en inglés: Big Bend Township) es un municipio ubicado en el condado de Republic en el estado estadounidense de Kansas. En el año 2010 tenía una población de 177 habitantes y una densidad poblacional de 1,9 personas por km².

## Geografía
El municipio de Big Bend se encuentra ubicado en las coordenadas 39°57′9″N 97°52′20″O / 39.95250, -97.87222. Según la Oficina del Censo de los Estados Unidos, el municipio tiene una superficie total de 93.24 km², de la cual 92,46 km² corresponden a tierra firme y (0,83 %) 0,78 km² es agua.

## Demografía
Según el censo de 2010, había 177 personas residiendo en el municipio de Big Bend. La densidad de población era de 1,9 hab./km². De los 177 habitantes, el municipio de Big Bend estaba compuesto por el 97,18 % blancos, el 2,26 % eran amerindios y el 0,56 % eran de una mezcla de razas. Del total de la población el 0 % eran hispanos o latinos de cualquier raza.